# Matia
Matia este un nume de familie sau prenume masculin.

## Origine
Etimologia numelui este ebraică, forma inițială fiind מתתיהו, Matitiyahu, cu înțelesul de "dar al lui Yahweh". Răspândirea numelui a avut loc în spațiul creștin cu referire la Matia Apostolul.

## Variante
- germană: Matthias
- islandeză: Matthías
- maghiară: Mátyás
- sârbă: Matija (Матија)
- suedeză, norvegiană, estonă: Mats

## Personalități
- Matia apostol al lui Isus Cristos
- Matia Corvinul, rege al Ungariei (1458-1490) și rege al Boemiei (1469-1490)
- Împăratul Matia (1557-1619)
- Matthias Grünewald (1480-1528), pictor renascentist
- Matthias Claudius (1740-1815), scriitor german

## Zi onomastică
- în calendarul romano-catolic:
  - 24 februarie, sărbătoare în spațiul de limbă germană, Matia fiind singurul apostol ale cărui relicve se găsesc în Germania,
  - 14 mai, calendarul roman universal,
  - 18 iulie, sărbătoare regională în Trier.

- în calendarul evanghelic:
  - 24 februarie, respectiv 25 februarie în anii bisecți

- în calendarul bizantin:
  - 9 august

- în calendarul copt:
  - 4 martie